# Satara
För andra betydelser, se Satara (olika betydelser).
Satara är en stad i västra Indien, och är belägen i delstaten Maharashtra. Den är administrativ huvudort för distriktet Satara och hade 120 195 invånare vid folkräkningen 2011, med förorter 149 335 invånare.